# Walentynki (film 2010)
Walentynki (ang. Valentine’s Day) – amerykańska komedia romantyczna z 2010 roku w reżyserii Garry’ego Marshalla, o miłości przeżywanej przez mieszkańców Los Angeles w dzień św. Walentego.

## Premiera
Hollywoodzka premiera filmu odbyła się 8 lutego 2010 roku. Na ekrany polskich kin obraz wszedł 12 lutego 2010.

## Fabuła
Akcja filmu rozgrywa się w Los Angeles i na pokładzie samolotu lecącego do Los Angeles w walentynki. Wydarzenia opowiedziane w filmie ukazane są z perspektywy wielu postaci, znajdujących się w różnych momentach życia i na różne sposoby zaangażowanych w bycie z drugą osobą – jedni są na etapie pierwszych randek, a inni w długich związkach. Jedni dopiero ulegają zauroczeniu, a innych łączą uczucia niewygasające od lat. Niektórzy są zdeklarowanymi singlami, a pozostali cierpią z powodu nieodwzajemnionej miłości.

## Obsada
W filmie wystąpili, m.in.:
- Jessica Alba jako Morley Clarkson
- Kathy Bates jako Susan
- Jessica Biel jako Kara Monahan
- Bradley Cooper jako Holden
- Eric Dane jako Sean Jackson
- Patrick Dempsey jako dr Harrison Copeland
- Héctor Elizondo jako Edgar
- Jamie Foxx jako Kelvin Moore
- Jennifer Garner jako Julia Fitzpatrick
- Topher Grace jako Jason
- Anne Hathaway jako Liz
- Rance Howard jako gość w bistro
- Carter Jenkins jako Alex
- Beth Kennedy jako pani Claudia Smart
- Ashton Kutcher jako Reed Bennett
- Larrs Jackson jako szofer
- Queen Latifah jako Paula Thomas
- Taylor Lautner jako Willy
- George Lopez jako Alphonso
- Shirley MacLaine jako Estelle
- Joe Mantegna jako zły kierowca
- Garry Marshall jako muzyk
- Erin Matthews jako stewardesa
- Larry Miller jako pracownik lotniska
- Colin Owens jako prezenter wiadomości
- Lauren Reeder jako recepcjonistka
- Emma Roberts jako Grace
- Julia Roberts jako kapitan Kate Hazeltine
- Bryce Robinson jako Edison
- Kristen Schaal jako pani Gilroy
- Joey Sorge jako starszy kelner
- Taylor Swift jako Felicia
- Derek Theler jako masażysta
- Matthew Walker jako Greg Gilkins

## Nagrody
Film nagrodzono, m.in.:
- Nagrody filmowe i telewizyjne ASCAP 2011
  - Wygrana: Top Box Office Films
- Teen Choice Awards 2010
  - Wygrana: Choice Movie: Breakout Female Taylor Swift
  - Wygrana: Choice Movie Actor: Romantic Comedy Ashton Kutcher
  - Wygrana: Choice Movie: Romantic Comedy